# Температура Дебая

Зависимость теплоёмкости твёрдого тела от приведённой к температуре Дебая температуры

Температу́ра Деба́я — температура, при которой возбуждаются все моды колебаний в данном твёрдом теле. Дальнейшее увеличение температуры не приводит к появлению новых мод колебаний, а лишь ведёт к увеличению амплитуд уже существующих колебаний, то есть средняя энергия колебаний с ростом температуры растёт.
Температура Дебая — физическая константа вещества, характеризующая многие свойства твёрдых тел — теплоёмкость, электропроводность, теплопроводность, уширение линий рентгеновских спектров, упругие свойства и т. п. Введена в научный оборот в 1912 году П. Дебаем в его теории теплоёмкости (известной также как модель Дебая).
Температура Дебая определяется следующей формулой:
{\displaystyle \Theta _{D}={\frac {h\nu _{D}}{k_{B}}},}
где {\displaystyle h} — постоянная Планка, {\displaystyle \nu _{D}} — максимальная частота колебаний атомов твёрдого тела, {\displaystyle k_{B}} — постоянная Больцмана.
Температура Дебая приближённо указывает температурную границу, ниже которой начинают сказываться квантовые эффекты.

## Физическая интерпретация
При температурах ниже температуры Дебая теплоёмкость кристаллической решётки определяется в основном акустическими колебаниями и, согласно закону Дебая, пропорциональна кубу температуры.
При температурах намного выше температуры Дебая справедлив закон Дюлонга — Пти, согласно которому теплоёмкость постоянна и равна {\displaystyle 3Nrk_{B}}, где {\displaystyle N} — количество элементарных ячеек в теле, {\displaystyle r} — количество атомов в элементарной ячейке, {\displaystyle k_{B}} — постоянная Больцмана.
При промежуточных температурах теплоёмкость кристаллической решётки зависит от других факторов, таких как дисперсия акустических и оптических фононов, количество атомов в элементарной ячейке и т. д. Вклад акустических фононов, в частности, даётся формулой
{\displaystyle C_{V}(T)=3Nk_{B}f_{D}\left({\frac {\theta _{D}}{T}}\right)},
где {\displaystyle \theta _{D}} — температура Дебая, а функция
{\displaystyle f_{D}(x)={\frac {3}{x^{3}}}\int _{0}^{x}{\frac {t^{4}e^{t}}{(e^{t}-1)^{2}}}{\textrm {d}}t}
называется функцией Дебая.
При температурах намного ниже температуры Дебая, как указывалось выше, теплоёмкость пропорциональна кубу температуры
{\displaystyle C_{V}(T)={\frac {12\pi ^{4}}{5}}Nk_{B}\left({\frac {T}{\theta _{D}}}\right)^{3}.}

## Оценка температуры Дебая
При выводе формулы Дебая для определения теплоёмкости кристаллической решётки принимаются некоторые допущения, а именно принимают линейный закон дисперсии акустических фононов, пренебрегают наличием оптических фононов и заменяют зону Бриллюэна сферой такого же объёма. Если {\displaystyle q_{D}} — радиус такой сферы, то {\displaystyle \omega _{D}=q_{D}s}, где {\displaystyle s} — скорость звука,
называется частотой Дебая. Температура Дебая определяется из соотношения
{\displaystyle \hbar \omega _{D}=k_{B}\theta _{D}}.
Значения температуры Дебая для некоторых веществ приведены в таблице:
| Алюминий | 394 K |
| Кадмий   | 120 K |
| Хром     | 460 K |
| Медь     | 315 K |
| Золото   | 170 K |
| Железо   | 460 K |
| Галлий   | 240 K |

| Серебро       | 215 K  |
| Таллий        | 96 K   |
| Олово (белое) | 170 K  |
| Олово (серое) | 260 K  |
| Вольфрам      | 310 K  |
| Цинк          | 234 K  |
| Алмаз         | 2230 K |

| Мышьяк    | 285 K |
| Свинец    | 88 K  |
| Марганец  | 400 K |
| Никель    | 375 K |
| Платина   | 230 K |
| Кобальт   | 385 K |
| Гадолиний | 152 K |